# Neill Blomkamp
Neill Blomkamp (Johannesburg, Dél-afrikai Köztársaság, 1979. szeptember 17. –) dél-afrikai-kanadai filmrendező, producer és forgatókönyvíró. 
Leghíresebb filmje a 2009-es District 9, illetve a 2013-ban bemutatott Elysium – Zárt világ.

## Élete és pályafutása
1979. szeptember 17-én született a dél-afrikai Johannesburgban. Tizenhat éves korában találkozott Sharlto Copleyvel, akivel együtt járt a johannesburgi Redhill High Schoolba.

## Magánélete
Felesége Terri Tatchell kanadai forgatókönyvíró, aki leginkább a District 9 forgatókönyvének társszerzőjeként ismert. A 82. Oscar-díjkiosztón Blomkamp mellett a legjobb adaptált forgatókönyvért járó Oscar-díjra jelölték.

## Rendezései

### Játékfilmek
| Év   | Magyar cím           | Eredeti cím  | Rendező | Író  | Producer |
| ---- | -------------------- | ------------ | ------- | ---- | -------- |
| 2009 | District 9           | District 9   | Igen    | Igen | Nem      |
| 2013 | Elysium – Zárt világ | Elysium      | Igen    | Igen | Igen     |
| 2015 | Chappie              | Chappie      | Igen    | Igen | Igen     |
| 2021 | Démoni               | Demonic      | Igen    | Igen | Igen     |
| 2023 | Gran Turismo         | Gran Turismo | Igen    | Nem  | Nem      |

### Rövidfilmek
- Tetra Vaal (2004)
- Tempbot (2005)
- Alive in Joburg (2005)
- Yellow (2006)
- Halo: Landfall (2007)
- The Escape (2016)
- Rakka (2017)
- Cooking With Bill - Damasu 950 (2017)
- Firebase (2017)